# Civitas Aurelia Aquensis
Die Civitas Aurelia Aquensis (bis spätestens 220 n. Chr. nur Civitas Aquensis) war eine Verwaltungseinheit (Civitas) im rechtsrheinischen Teil der römischen Provinz Germania superior (Obergermanien). Benannt wurde sie nach dem Hauptort Aquae, dem heutigen Baden-Baden.

## Nennungen

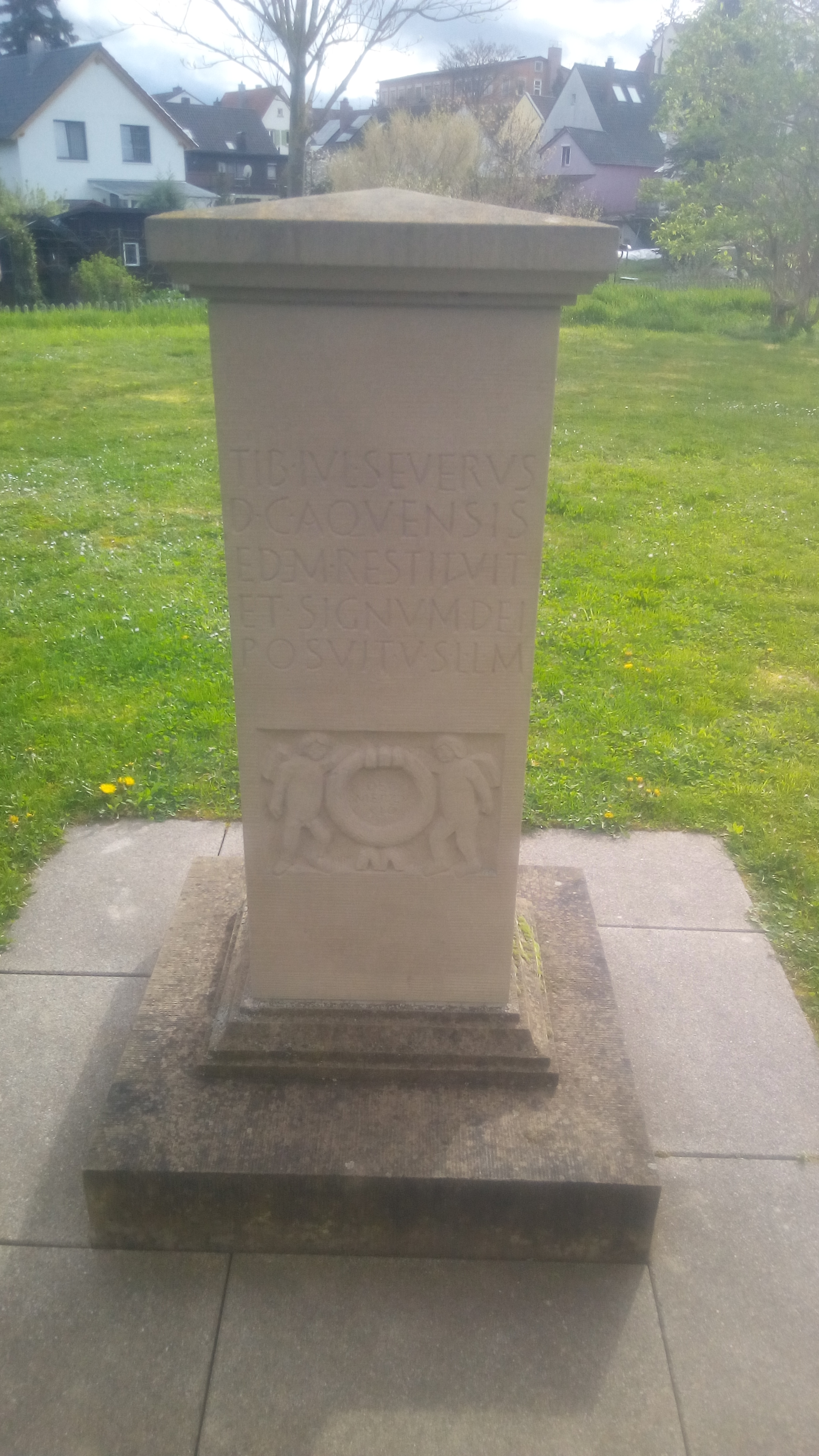
Nachbildung des Weihesteins des Decurios in Mühlacker

Der Name der Civitas ist aufgrund mehrerer Steininschriften bekannt. Meist wurde darauf der Name mit CAAQ abgekürzt.

### Leugensteine
Sinzheim (213–217): […] civitas Aquens(is) ab Aquis leug(as) IIII
Sinzheim (220): […] c(ivitas) A(urelia) Aq(uensis) ab Aq(uis) leug(as) IIII
Sinzheim (222): […] c(ivitas) A(urelia) Aq(uensis) ab Aq(uis) l(eugas) IIII
Au am Rhein (220): […] c(ivitas) A(urelia) [Aq(uensis) ab Aq(uis)] leug(as) [---]
Ellmendingen (220): […] Aq(uensis) ab Aq(uis) l(eugas) XVII
Nöttingen (222): […] civ(itas) Aur(elia) Aq(uensis) ab Aquis leug(as) XVII
Ein Leugenstein von Nöttingen aus dem Jahr 213 gab wahrscheinlich ebenfalls die Entfernung nach Aquae an, ist jedoch nur bruchstückhaft erhalten. Der Meilenstein von Bühl aus der Zeit zwischen 98 und 117 n. Chr. weist hingegen nach Mainz und derjenige aus Elchesheim-Illingen ohne Ortsangaben aus dem Zeitraum 269–271 stand wahrscheinlich ursprünglich linksrheinisch.

### Inschriftsteine
Baden-Baden (197): […] res p(ublica) Aqu(ensis)
Baden-Baden: [---? res p]ublica [Aquensis ?]
Mühlacker: […] d(ecurio) c(ivitatis) Aquens[is] […]
Rheinstetten-Mörsch: […] dec(urio) c(ivitatis) Aq(uensis) […]
Ettlingen: [… dec(urio) ? c]iv(itatis) Aq(uensis) […]

## Geographie
Die Grenzen der Gebietskörperschaft sind unbekannt. Es ist anzunehmen, dass sie sich über die mittlere Oberrheinische Tiefebene und den nördlichen Schwarzwaldrand erstreckte. Aufgrund des Leugensteins von Nöttingen kann das Gebiet von dort an westlich der Pfinz bis nach Baden-Baden als gesichert zur Civitas Aurelia Aquensis gehörig angesehen werden.
Vermutlich grenzte die Civitas im Norden an die Civitas Ulpia Sueborum Nicrensium mit dem Hauptort Lopodunum (Ladenburg). Egon Schallmayer sieht den Grenzverlauf im Bereich von Bruchsal und geht davon aus, dass der Vicus Stettfeld zur Civitas der Neckarsueben gehörte. Diese Annahme beruht auf den Fund einer Weiheinschrift eines Florentinius Quintianus, welcher Veteran der cohors XXIV Voluntariorum war, die in Heidelberg stationiert war. Die Südgrenze sieht Schallmayer im Bereich zwischen Straßburg und Offenburg. Hier befand sich wahrscheinlich eine noch unbekannte Civitas mit Riegel als Hauptort. Da es jedoch hierfür noch keine Beweise gibt, wäre eine Ausdehnung bis zum Rheinknie ebenso möglich. Dass im Westen der Rhein die Grenze bildete, gilt als gesichert.
Für den Bereich Kraichgau und nördlicher Schwarzwaldrand ist die Situation unklar. Bis zum Fund des Leugensteins aus Friolzheim in den 1930er Jahren nahm man an, dass der Vicus in Mühlacker ebenfalls dazu gehörte, da hier ebenfalls ein Bezirksrat belegt ist. Dieser Stein maß die Distanz nach Portus und zeugt damit von einer eigenen Pforzheimer Zivilverwaltung. Da der Friolzheimer Leugenstein in die Jahre 244–247 und der Inschriftstein aus Mühlacker in die Zeit vor 220 n. Chr. datiert wird, kann auch auf eine Verwaltungsneugliederung oder Verlegung des Hauptortes spekuliert werden. Hierfür würde auch die ungewöhnlich späte „Blütezeit“ Pforzheims ab den 220er-Jahren sprechen. Ebenso gibt es Historiker, die es als nicht erwiesen ansehen, dass Leugensteine zwangsläufig Bezug auf den Hauptort der Gebietskörperschaft nehmen. Befürworter der eigenen Pforzheimer Civitas argumentieren, dass ein Decurio nicht unbedingt in dem Gebiet Besitz haben musste, in welchem er in der Verwaltung tätig war. Dass der Weihestein aus Mühlacker für den Namen der Civitas Aquensis die Langform verwendete, sei ein Indiz hierfür.

## Siedlungen
Neben dem Hauptort Aquae ist namentlich nur noch ein Vicus Bibiensis bekannt, welcher in der Nähe des Baden-Badener Ortsteils Sandweier an einer Straßenkreuzung lag. Weitere Vici konnten in Ettlingen und in Karlsruhe-Grünwinkel archäologisch nachgewiesen werden. Zudem fanden sich römische Gräberfelder in Durmersheim, Knielingen und Mörsch. Die ersten beiden Felder gehörten wohl zu einem Vicus und das letzte vielleicht zu einer Straßenstation. Mangels genauer Einordnung der Grenzverläufe der Civitas lassen sich kaum weitere Dorfsiedlungen (wie der Vicus Senotensis oder Vicus von Offenburg) mit Sicherheit dem Verwaltungsbereich zuordnen. Im Gegensatz zu anderen Regionen war die Civitas relativ dünn besiedelt. Insbesondere zwischen Baden-Baden und Offenburg ist die geringe Zahl an Gutshöfen auffallend.

## Geschichte
Schon um 50 n. Chr. wurden von den Römern nördlich von Offenburg suebische Militäreinheiten als Vorposten rechts des Rheins angesiedelt. Unter Kaiser Vespasian begann in den 70er Jahren des 1. Jahrhunderts der Bau einer Rhein-Donau-Straße entlang dem Kinzigtal. Im Zuge dessen wurden in Offenburg, Zunsweier und Rammersweier Militärlager errichtet. Der Offenburger Meilenstein lässt sich in das Jahr 74 datieren. Ebenso legt eine Jahresringanalyse einen Siedlungsbeginn der Ortschaft Aquae in den Jahren 74/75 nahe. Die Gründungen der Siedlungen an der Alb werden anhand von Münz- und Keramikfunden in den 80er Jahren vermutet und stehen wohl im Zusammenhang mit dem Bau der rechtsrheinischen Straßen. Einige Gutshöfe wie in Karlsruhe-Durlach werden in den Zeitraum 115–120 n. Chr. datiert.
Für das Jahr 197 ist die Zivilverwaltung als „res publica“ belegt. Ab 213/217 taucht die Bezeichnung Civitas Aquensis auf. Im Jahr 213 ließ Kaiser Caracalla (Marcus Aurelius Antoninus) die Kaiserthermen in Aquae ausbauen. Spätestens ab 220 erhielt die Gebietskörperschaft als Ehrentitel den Zusatznamen Aurelia in Anlehnung an den Kaiser Caracalla. Der Limesfall um 259/260 beendete die Existenz der Civitas.
Dank zweier Inschriften sind die Namen zweier Dekurionen bekannt: Tiberius Iulius Severus aus dem Vicus von Mühlacker und Lucius Cornelius Augurinus aus dem Vicus von Ettlingen.

## Bevölkerung
Für gewöhnlich ist eine Civitas als eine halb-autonome Selbstverwaltungseinheit eines bestimmten Stammes zu verstehen und entsprechend in der Regel nach diesem Stamm benannt. Da in diesem Fall eine Ortschaft als Namensgeber fungierte, deutet dies eher darauf hin, dass kein spezieller Volksstamm dominierte.
Die Agri decumates galt vor Ankunft der Römer als kaum besiedeltes Gebiet (Helvetier-Einöde). Gemäß Tacitus zogen seitdem abenteuerlustige oder verarmte Gallier in diese Ländereien, welche wohl den Großteil der Bevölkerung der Civitas ausmachten.
Hinweise auf die vorrömische Bevölkerung könnte die keltische Schwarzwald-Göttin Abnoba liefern, die mit der römischen Göttin Diana verschmolz. Sie fungierte unter anderem als Beschützerin des Waldes, des Wildes, der Wege und der Heilquellen. Eine Sandsteinstatuette der Diana Abnoba mit Jagdgewand wurde am Alb-Ufer in Karlsruhe-Mühlburg entdeckt. Während sie in Badenweiler die Heilgöttin der Thermen gewesen zu sein scheint, widmete man die Weihesteine in Aquae der römischen Heilgöttin Minerva medica oder auch der keltischen Vesuna/Visuna.
In Diersheim befanden sich zwei germanische Gräberfelder, die ab Mitte des 1. Jahrhunderts in Gebrauch waren. Ab ungefähr 70 n. Chr. waren die elbgermanischen Elemente kaum noch fassbar, trotzdem zeigten sich Kontakte ins freie Germanien. In den Siedlungen in Auenheim (etwa 6 km südlich) und in Helmlingen (nördlich) fanden sich ebenfalls suebische Keramikscherben. Vermutlich wurden sie als Verbündete in den rechtsrheinischen Landstrich gegenüber von Argentoratum (Straßburg) gezielt angesiedelt.

## Wirtschaft
Aquae besaß als Heilbad eine überregionale Bedeutung, was durch die Anwesenheit zahlreicher Militärpersonen sowie des Kaisers Caracalla um 213 n. Chr. bezeugt wird. Anhand von Münz- und Keramikdatierungen wird die Blütezeit ins Ende des 1. Jahrhunderts geschätzt und damit gleichzeitig in die Gründungsphase der Stadt. Es wird vermutet, dass Aquae mit der Verschiebung der Reichsgrenze ins Hinterland rutschte und damit der Großteil der zahlungskräftigen Streitkräfte verschwand.
In Ettlingen fand man ein Neptun-Relief mit Inschrift, welches von einem gewissen Cornelius Aliquandus der Schiffergilde (contubernium nautarum) gestiftet wurde. Es weist darauf hin, dass wahrscheinlich auf dem Fluss Alb Schifffahrt oder Flößerei betrieben wurde. Entsprechend könnte die Forstwirtschaft im Schwarzwaldgebiet eine Rolle gespielt haben und das Holz über die Alb und den Rhein verbreitet worden sein. Im Vicus in Karlsruhe-Grünwinkel ist eine eigene Ziegelei nachgewiesen worden.